# 何塞拉斐爾雷文加市

何塞拉斐爾雷文加市（西班牙語：Municipio José Rafael Revenga），是委內瑞拉的一個市，位於該國北部阿拉瓜州，首府設於埃爾孔塞霍，面積192平方公里，2007年人口49,593，人口密度為每平方公里260人。